# Kimberly Drewniok
Kimberly Drewniok est une joueuse allemande de volley-ball née le 11 août 1997 à Balve (Allemagne). Elle joue au poste d'Attaquant. De la saison 2018/2019 elle est dans l'équipe Schweriner SC.

## Palmarès

### Clubs
Supercoupe d'Allemagne:
- 2018

### Distinctions individuelles
- 2018: MVP Supercoupe d'Allemagne